# Malaucourt-sur-Seille
Malaucourt-sur-Seille és un municipi francès, situat al departament del Mosel·la i a la regió del Gran Est. L'any 2007 tenia 125 habitants.

## Demografia

### Població
El 2007 la població de fet de Malaucourt-sur-Seille era de 125 persones. Hi havia 43 famílies, de les quals 8 eren unipersonals (8 dones vivint soles i 8 dones vivint soles), 8 parelles sense fills i 27 parelles amb fills.
La població ha evolucionat segons el següent gràfic:
Habitants censats

### Habitatges
El 2007 hi havia 50 habitatges, 42 eren l'habitatge principal de la família, 6 eren segones residències i 2 estaven desocupats. 49 eren cases i 1 era un apartament. Dels 42 habitatges principals, 33 estaven ocupats pels seus propietaris, 8 estaven llogats i ocupats pels llogaters i 1 estava cedit a títol gratuït; 3 tenien tres cambres, 9 en tenien quatre i 30 en tenien cinc o més. 31 habitatges disposaven pel capbaix d'una plaça de pàrquing. A 15 habitatges hi havia un automòbil i a 24 n'hi havia dos o més.

### Piràmide de població
La piràmide de població per edats i sexe el 2009 era:
| Homes | Edats   | Dones |
| ----- | ------- | ----- |
| 0     | 95 o +  | 0     |
| 0     | 90 a 94 | 4     |
| 4     | 85 a 89 | 0     |
| 0     | 80 a 84 | 4     |
| 0     | 75 a 79 | 4     |
| 8     | 70 a 74 | 0     |
| 0     | 65 a 69 | 4     |
| 8     | 60 a 64 | 0     |
| 0     | 55 a 59 | 4     |
| 4     | 50 a 54 | 0     |
| 8     | 45 a 49 | 0     |
| 8     | 40 a 44 | 12    |
| 8     | 35 a 39 | 4     |
| 0     | 30 a 34 | 12    |
| 0     | 25 a 29 | 0     |
| 0     | 20 a 24 | 4     |
| 8     | 15 a 19 | 4     |
| 20    | 10 a 14 | 4     |
| 4     | 5 a 9   | 4     |
| 4     | 0 a 4   | 8     |

## Economia
El 2007 la població en edat de treballar era de 79 persones, 59 eren actives i 20 eren inactives. De les 59 persones actives 54 estaven ocupades (31 homes i 23 dones) i 5 estaven aturades (1 home i 4 dones). De les 20 persones inactives 5 estaven jubilades, 9 estaven estudiant i 6 estaven classificades com a «altres inactius».
Activitats econòmiques
Dels 2 establiments que hi havia el 2007, 1 era d'una empresa de comerç i reparació d'automòbils i 1 d'una empresa d'hostatgeria i restauració.
L'únic servei als particulars que hi havia el 2009 era un taller de reparació d'automòbils i de material agrícola.
L'any 2000 a Malaucourt-sur-Seille hi havia 5 explotacions agrícoles que ocupaven un total de 720 hectàrees.

## Poblacions més properes
El següent diagrama mostra les poblacions més properes.